# Niridazol
Niridazolul este un antihelmintic din clasa derivaților de nitrotiazol, fiind utilizat în tratamentul infestațiilor cu trematode, mai exact în schistosomiaze. Calea de administrare disponibilă este cea orală.